# Mariä Geburt (Unterweilbach)

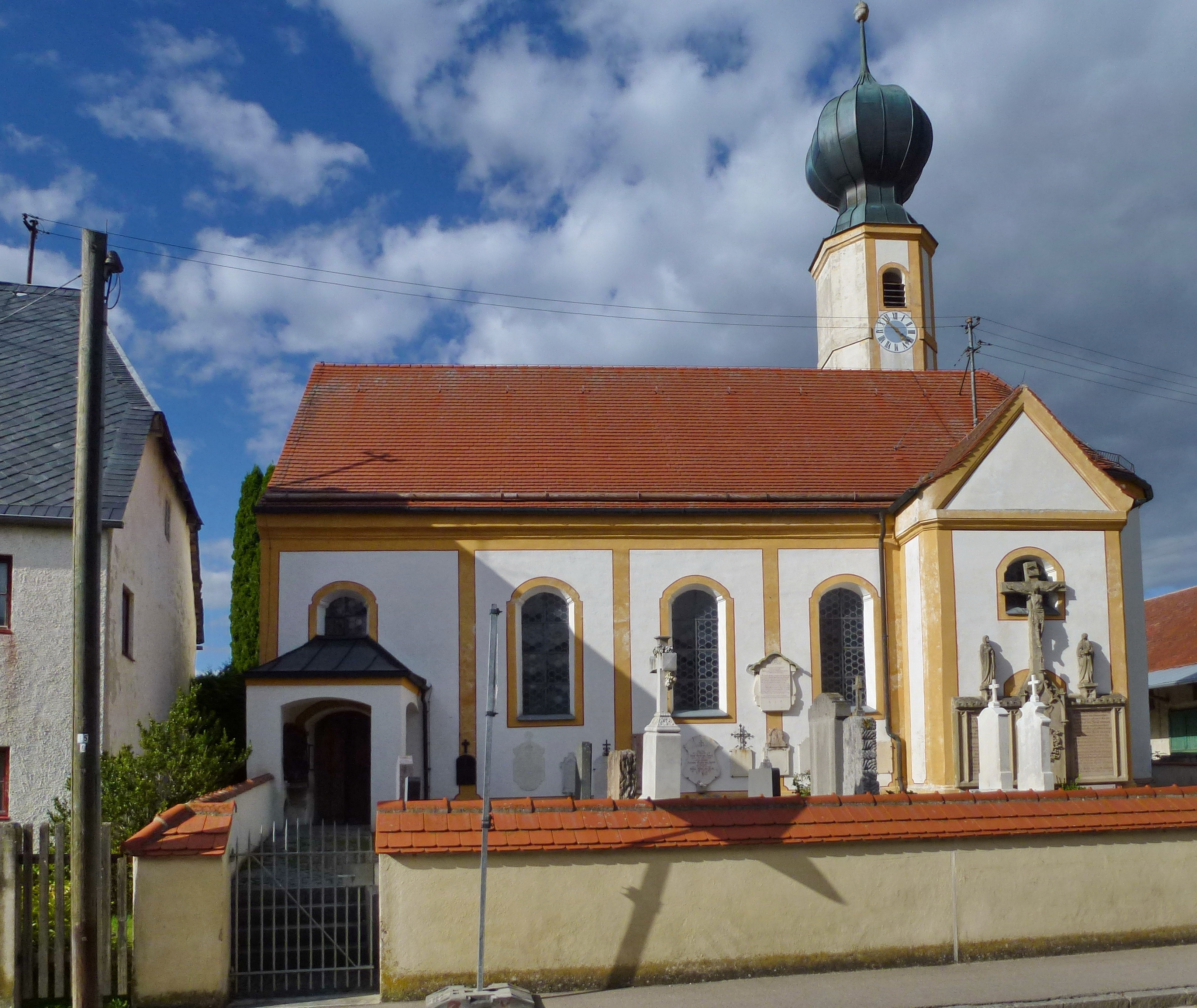
Mariä Geburt in Unterweilbach

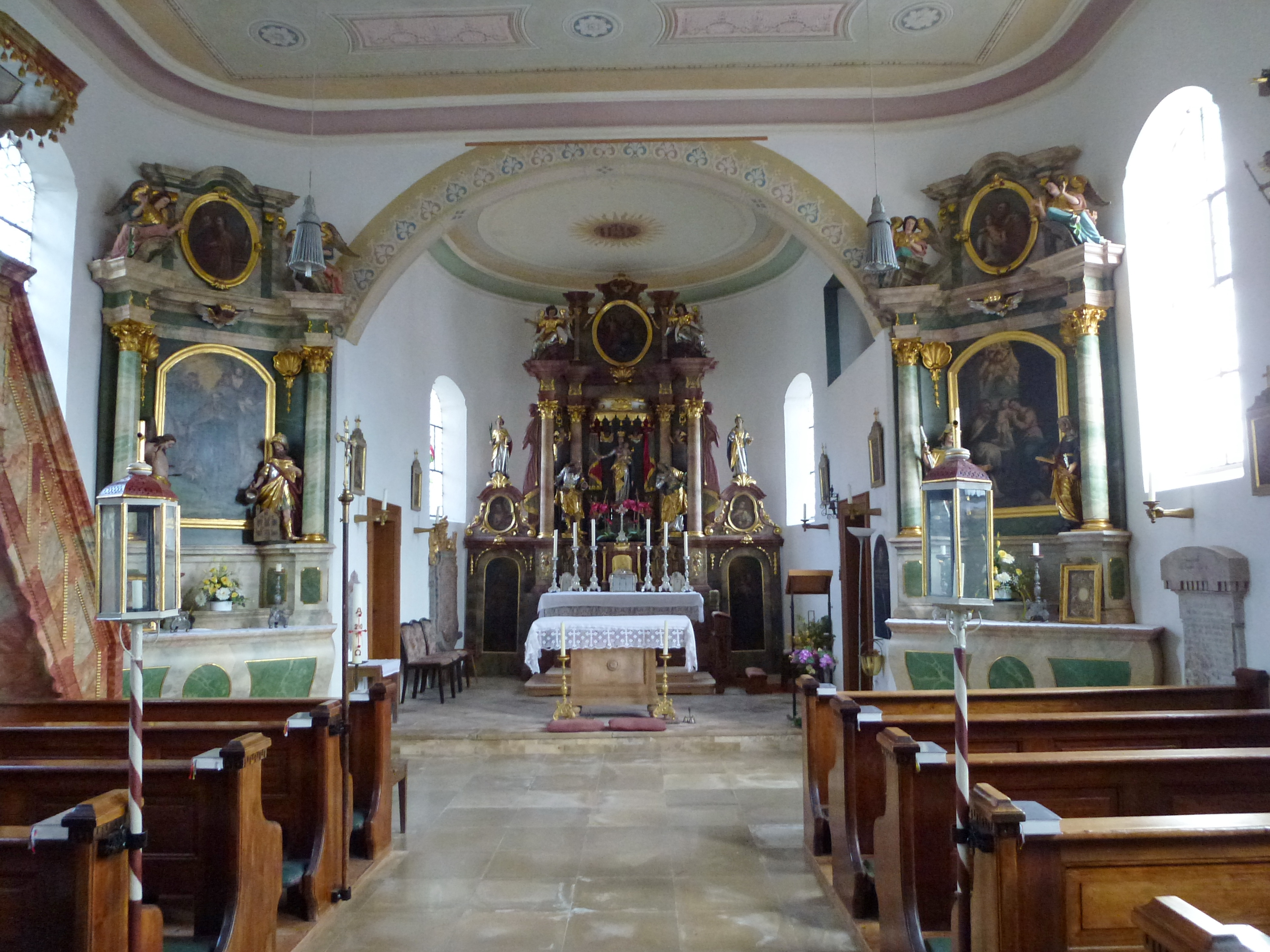
Innenraum

Die römisch-katholische Filialkirche Mariä Geburt steht in Unterweilbach, einem Gemeindeteil von Hebertshausen im oberbayerischen Landkreis Dachau. Sie ist in der Liste der Baudenkmäler in Hebertshausen unter der Nummer D-1-74-122-15 eingetragen. Die Kirche gehört zum Dekanat Dachau im Erzbistum München und Freising.

## Beschreibung
Die barocke Saalkirche wurde 1741 unter Einbeziehung von Teilen des Vorgängerbauwerks aus der Zeit um 1596 erbaut. Sie besteht aus dem Langhaus, dem eingezogenen, halbrund geschlossenen Chor im Osten, einer Sakristei mit Oratorium im Obergeschoss an der Südwand und dem Chorflankenturm auf quadratischem Grundriss an der Nordwand des Chors. Die achteckigen Obergeschosse des Turms enthalten die Turmuhr und den Glockenstuhl mit zwei Glocken, eine aus dem Jahr 1830, gegossen von Nikolaus Regnault in München, die andere von 1959, gegossen von Karl Czudnochowsky in Erding. Darauf sitzt eine Zwiebelhaube. Ein Vorbau vor dem westlichen Joch an der Südwand des Langhauses führt zum Portal. Langhaus und Chor sind mit Flachdecken überspannt. 
Der Hochaltar entstand in der Zeit um 1700, wurde allerdings 1741 in Verbindung mit der Neugestaltung des Gebäudes verändert und 1848 renoviert. Im Mittelpunkt des marmorierten Altarretabels steht zwischen zwei hohen Säulenpaaren unter einem Baldachin, von dem ein seitlicher Vorhang herabhängt, eine Marienstatue mit Jesuskind, Krone und Zepter, die möglicherweise noch aus gotischer Zeit stammt, aber später barock überarbeitet wurde. Begleitet wird sie von zwei kleinen Engeln links und rechts neben ihrem Kopf. Zwischen den Säulen stehen ehrfürchtig in leicht gebeugter Haltung links der heilige Joachim und rechts die heilige Anna, die Eltern der Gottesmutter Maria,. Es wird angenommen, dass diese beiden Figuren 1740 geschnitzt wurden. In einem Gemälde im Altarauszug ist die Heilige Dreifaltigkeit dargestellt: Jesus mit dem Kreuz und Gottvater blicken auf die Weltkugel hinab und über ihnen schwebt der Heilige Geist in Gestalt der Taube. Über dem Gemälde ist eine Heiliggeisttaube angebracht, die früher ihren Platz an der Kanzel hatte. Links und rechts auf dem Gebälk des Altarauszugs sitzen zwei Engel. Der von vier vergoldeten kleinen Säulchen eingegrenzte Tabernakel stammt aus dem Ende des 19. Jahrhunderts. Über den Durchgängen links und rechts vom Altar, den Opfergangsportalen, stehen die Figuren von heiliger Katharina und heiliger Barbara. Die Gemälde an den Giebeln der Portale zeigen den heiligen Apostel Judas Thaddäus und die heilige Maria Magdalena. Auf die Türen sind der heilige Franziskus und der heilige Antonius aufgemalt.

## Orgel

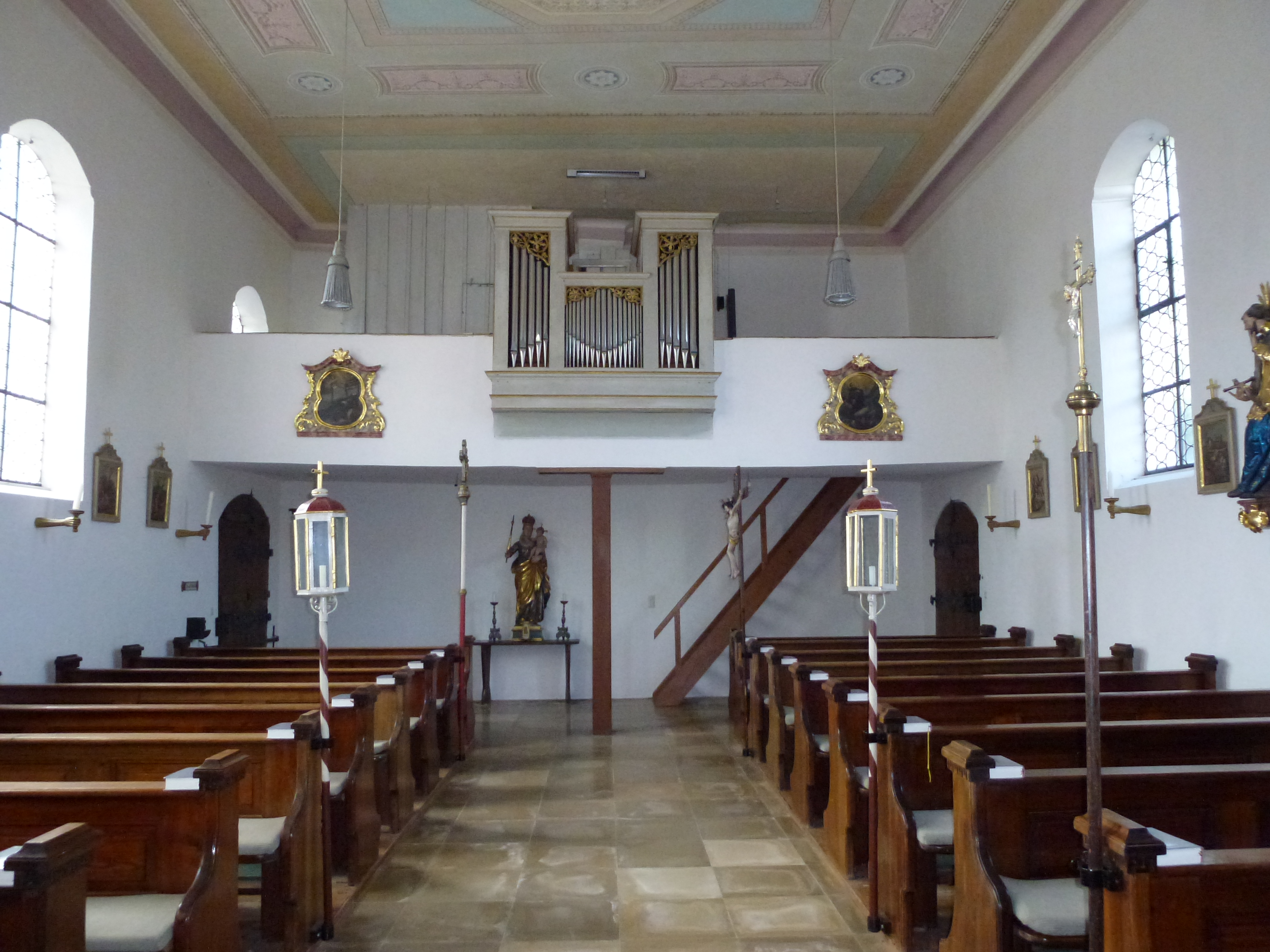
Orgel

Die Orgel mit acht Registern auf einem Manual und Pedal wurde 1867 als Brüstungswerk mit einem nachklassizistischer Prospekt von Max Maerz ursprünglich für St. Laurentius in Unterbrunn erbaut. Vor Errichtung der heutigen Dachbodenorgel dort durch Siemann wurde 1912 das rein mechanische Schleifladen-Werk hierher transferiert. Die Disposition lautet:
| Manual C–c3 |    |
| Principal   | 8′ |
| Gamba       | 8′ |
| Dulcian     | 8′ |
| Bourdon     | 8′ |
| Octav       | 4′ |
| Flöte       | 4′ |
| Mixtur III  | 2′ |

| Pedal C–c |     |
| Subbaß    | 16′ |

- Koppel: Pedal fest angekoppelt